# Cremastus inflatipes
Cremastus inflatipes är en stekelart som beskrevs av Per Abraham Roman 1939. Cremastus inflatipes ingår i släktet Cremastus och familjen brokparasitsteklar. Inga underarter finns listade i Catalogue of Life.